# Винсент, принц Датский
Его Королевское Высочество Винсент (полное имя: Винсент Фредерик Миник Александер) (дат. Vincent Frederik Minik Alexander; род. 8 января 2011, Копенгаген), принц Датский, граф Монпенза — сын Фредерика X, брат-близнец принцессы Йозефины. В списке датского престолонаследия занимает третью позицию.

## Биография
Принц Винсент родился 8 января 2011 года в Копенгагене в семье принца Фредерика, графа Монпеза и его супруги Мэри Дональдсон на 26 минут раньше сестры-близнеца принцессы Йозефины. В тот же день, в честь рождения близнецов из замка Кронборг и военно-морской базы Холмен был произведён 21 артиллерийский залп.
14 апреля 2011 года вместе с сестрой был крещён в часовне замка Холмен. Он получил имя Винсент Фредерик Миник Александер, среди которых Фредерик получил в честь прадеда.
15 августа 2017 года принц вместе Винсент с сестрой принцессой Йозефиной поступил в 0 класс в школу Транегард, в Гентофте.